# Chiesa di San Siro (Paruzzaro)
La chiesa di San Siro, detta anche chiesa dei Santi Marcello e Siro, è la parrocchiale di Paruzzaro, in provincia e diocesi di Novara; fa parte dell'unità pastorale di Arona.

## Storia
L'originaria cappella di San Siro, sorta nel XII secolo, era filiale della pieve di San Giuliano di Gozzano.
Tra il 1591 e il 1595 la chiesa venne interessata da un intervento di rifacimento, voluto dal vescovo Cesare Speciano; la consacrazione fu poi impartita dal vescovo Carlo Bascapè in quello stesso 1595.
Nel 1874 la volta dell'edificio fu rialzata e decorata, mentre poi nel 1934 si provvide ad abbellire la facciata con quattro statue.

## Descrizione

### Esterno
La facciata a salienti della chiesa, rivolta a nordovest, è suddivisa da una cornice marcapiano in due registri, entrambi scanditi da lesene: in quello inferiore, preceduto dal protiro sorretto da colonnine tuscaniche, si aprono il portale d'ingresso e quattro nicchie ospitanti le statue dei Santi Siro Vescovo, Francesco d'Assisi, Giuseppe e Marcello Papa, mentre quello superiore è coronato dal timpano triangolare. 
Annesso alla parrocchiale è il campanile in pietra a base quadrata, risalente alla seconda metà del XII secolo; la cella presenta su ogni lato una bifora ed è coronata da una merlatura.

### Interno
L'interno dell'edificio si compone di tre navate, divise da colonne; qui sono conservate diverse opere di pregio, tra le quali l'organo, costruito dalla ditta Franzetti nel 1852, l'altare minore di Sant'Antonio da Padova, costruito nel 1696 ed impreziosito da una statua settecentesca, le due tele ritraenti rispettivamente il Giudizio universale e il Miracolo della mula di Bonvillo, dipinte nel 1648, l'altare maggiore, risalente al 1793, e gli affreschi raffiguranti Cristo Risorto e i Santi Rocco, Antonio Abate, Grato, Marcello Papa, Agata, Giovanni Battista e Lucia.